# Obernkirchener zandsteen
Oberkirchener zandsteen is een type zandsteen dat gewonnen wordt uit steengroeves in de omgeving van de Duitse plaats Obernkirchen, in de Landkreis Schaumburg, deelstaat Nedersaksen. De heuvelrug, waar de winning van dit materiaal plaatsvindt, heet Bückeberg en ligt ten oosten van Obernkirchen.

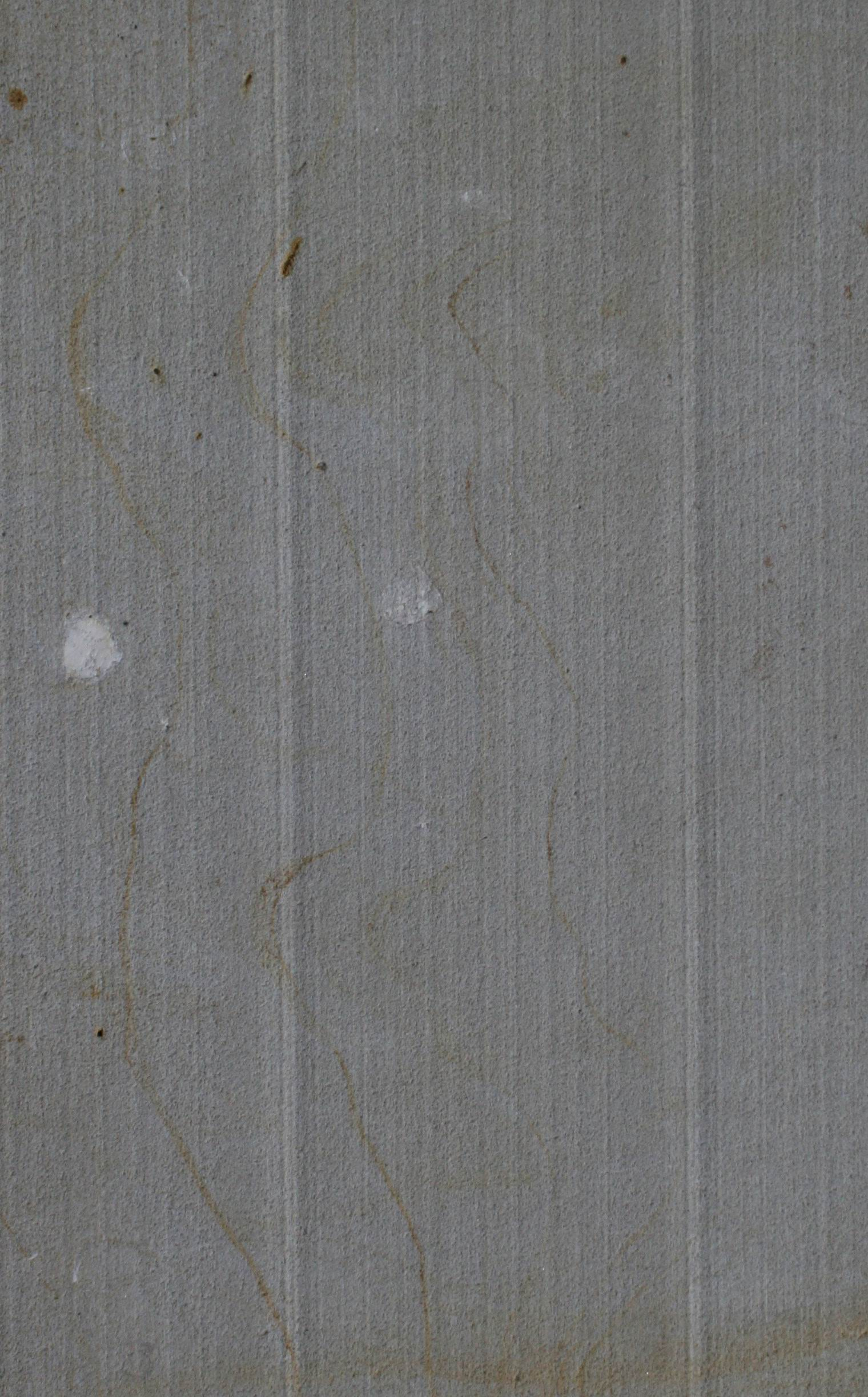
Gefreesde plaat Obernkirchener zandsteen

Omdat het materiaal tot ongeveer 1950 vaak over de Wezer naar de stad Bremen werd verscheept, heet het ook wel Bremer zandsteen.
Geologisch is het een zandsteen, die tot de Wealden-groep wordt gerekend.  Het gesteente werd gevormd vroeg in de geologische periode Krijt, en wel in het Berriasien, circa 145 tot 139,8 miljoen jaar geleden. De zandsteenlaag bij Obernkirchen is tussen 12 en 15 meter dik. Het gehalte kwarts is 81 of 99 procent, al naargelang wat men als zuiver kwarts definieert. De zandsteen bevat (zeer) geringe gehaltes aan muscoviet, zirkoon, toermalijn, apatiet, rutiel en limoniet. De aanwezigheid van limoniet zorgt ervoor dat Oberkirchener zandsteen soms een geelachtige kleur heeft.
Het materiaal is fijnkorrelig en compact. Daardoor is het niet alleen bruikbaar als bouwmateriaal, maar ook voor de productie van beeldhouwwerken. Ook is het bruikbaar voor de bouw van beschoeiingen van vaarwegen, zoals kanalen. Het materiaal is weinig gevoelig voor erosie.
Met de winning van Obernkirchener zandsteen werd ten minste in 1167 al begonnen, omdat de toen gebouwde kloosterkerk van Obernkirchen uit dit gesteente is opgetrokken.
Van Obernkirchener zandsteen zijn talrijke beroemde en monumentale gebouwen opgetrokken of gerestaureerd. Daartoe behoren onder andere:

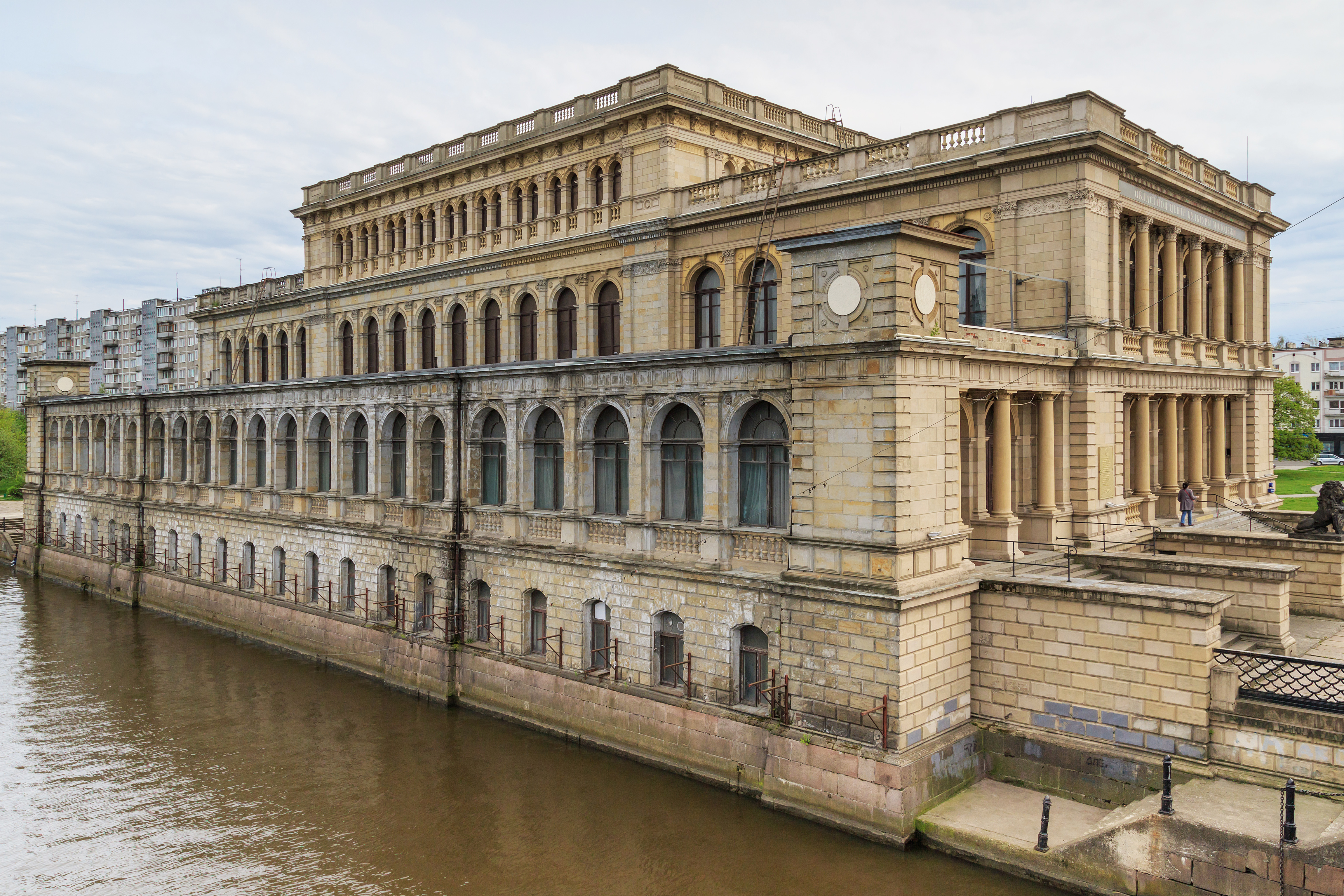
De Beurs van Kaliningrad, gebouwd van Obernkirchener zandsteen

- De Dom van Minden
- Na de Tweede Wereldoorlog uitgevoerde restauraties van sculpturen aan het Stadhuis van Bremen
- Diverse andere historische gebouwen in Bremen, onder andere het Schütting
- Het Beursgebouw te Hamburg
- De Villa Hügel te Essen
- De Dom van Keulen
- De Dom van Aken
- De Siegessäule te Berlijn
- Gedeelten van het Paleis op de Dam te Amsterdam
- Het Vredespaleis te Den Haag
- Het Stadhuis van Antwerpen
- De in 1597 voltooide gevel van het Stadhuis van Leiden
- De Vleeshal (Haarlem)
- Slot Rosenborg (Kopenhagen)
- De Beurs van Kaliningrad
- Het Catharinapaleis (Poesjkin), Rusland

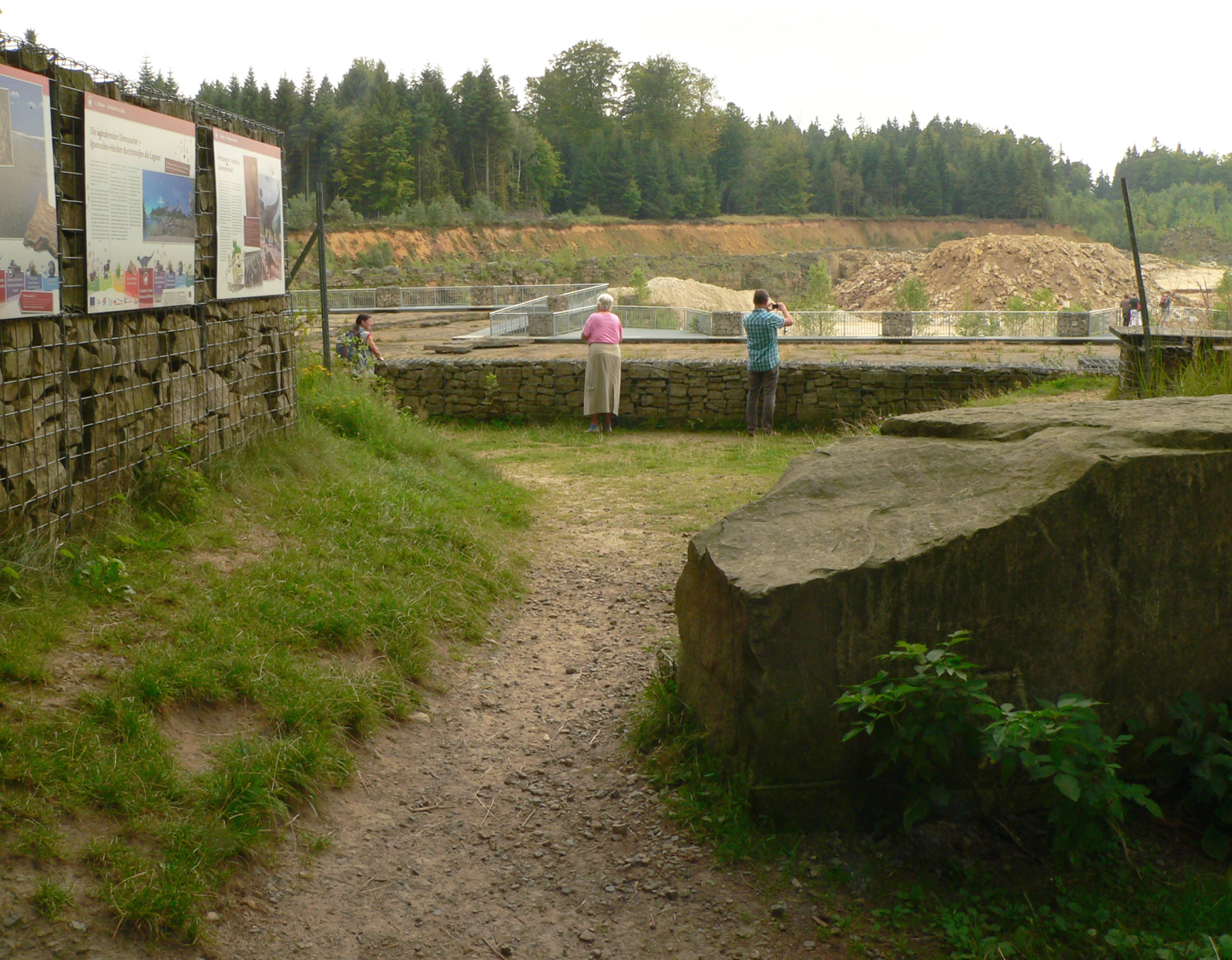
Ingang toegankelijk gedeelte zandsteengroeve, waar de dinosauriërsporen te zien zijn

In 2007 zijn in de steengroeve van Obernkirchen talrijke voetafdrukken van dinosauriërs ontdekt. De vindplaats is door loopbruggen voor belangstellenden toegankelijk gemaakt.